# Mofīdābād
Mofīdābād (persiska: مفيد آباد) är en ort i Iran.   Den ligger i provinsen Golestan, i den norra delen av landet, 280 km öster om huvudstaden Teheran. Mofīdābād ligger 7 meter över havet och antalet invånare är 338.
Terrängen runt Mofīdābād är platt åt nordväst, men åt sydost är den kuperad.Runt Mofīdābād är det ganska tätbefolkat, med 207 invånare per kvadratkilometer. Närmaste större samhälle är Gorgan, 19,9 km öster om Mofīdābād. Trakten runt Mofīdābād består till största delen av jordbruksmark.